# Mesurodes erichlora
Mesurodes erichlora là một loài bướm đêm trong họ Geometridae.